# ثورة اليزيدية 1935
وقعت ثورة اليزيدية في العراق في أكتوبر من العام 1935. قامت فيها الحكومة العراقية بقيادة ياسين الهاشمي بقمع الثورة اليزيدية في جبل سنجار والتي قامت ضد فرض التجنيد الإلزامي. قتل الجيش العراقي بقيادة بكر صدقي أكثر من 200 يزيدي وفرض قانونًا عسكريًا في جميع أنحاء المنطقة. قامت في نفس الوقت ثورات أخرى ضد التجنيد الإجباري في المناطق الشمالية ومنتصف الفرات في العراق.
يشكل يزيديو جبل سنجار غالبية السكان اليزيديين العراقيين والذين يعتبرون ثالث أكبر الأقلية غير المسلمة داخل المملكة، وأكبر جماعة إثنية دينية في مدينة الموصل. في عام 1939، وضعت منطقة جبل سنجار مرة أخرى تحت السيطرة العسكرية، بالإضافة إلى منطقة شيخان.